# Reboreda e Nogueira
Reboreda e Nogueira (oficialmente: União das Freguesias de Reboreda e Nogueira) é uma freguesia portuguesa do município de Vila Nova de Cerveira, com 8,98 km² de área e 1142 habitantes (censo de 2021). A sua densidade populacional é 127,2 hab./km².

## História
Foi criada aquando da reorganização administrativa de 2013, resultando da agregação das antigas freguesias de Reboreda e Nogueira.

## Demografia
A população registada nos censos foi:
| Distribuição da População por Grupos Etários | Distribuição da População por Grupos Etários | Distribuição da População por Grupos Etários | Distribuição da População por Grupos Etários | Distribuição da População por Grupos Etários | Distribuição da População por Grupos Etários |
| -------------------------------------------- | -------------------------------------------- | -------------------------------------------- | -------------------------------------------- | -------------------------------------------- | -------------------------------------------- |
| Antes da agregação                           |                                              |                                              |                                              |                                              |                                              |
| Ano                                          | 0-14 anos                                    | 15-24 anos                                   | 25-64 anos                                   | >= 65 anos                                   | Total                                        |
| 2001                                         | 144                                          | 116                                          | 476                                          | 184                                          | 920                                          |
| 2011                                         | 159                                          | 104                                          | 584                                          | 224                                          | 1071                                         |
| Após a agregação                             |                                              |                                              |                                              |                                              |                                              |
| Ano                                          | 0-14 anos                                    | 15-24 anos                                   | 25-64 anos                                   | >= 65 anos                                   | Total                                        |
| 2021                                         | 154                                          | 119                                          | 598                                          | 271                                          | 1142                                         |